# NGC 4474
NGC 4474 is een lensvormig sterrenstelsel in het sterrenbeeld Hoofdhaar. Het hemelobject werd op 8 april 1784 ontdekt door de Duits-Britse astronoom William Herschel.
NGC 4474 vormt samen met NGC 4459 en NGC 4468 een trio van sterrenstelsels dat kan gezien worden als een verlenging van Markarians Ketting, een kleine groep van schijnbaar gealigneerde sterrenstelsels in de Virgocluster.

## Synoniemen
- UGC 7634
- MCG 2-32-94
- ZWG 70.127
- VCC 1242
- PGC 41241